# Adriano Baffi
Adriano Baffi (Vailate, 7 de agosto de 1962) é um desportista italiano que competiu no ciclismo na modalidade de rota, ainda que também disputou carreiras de pista. Foi profissional entre os anos 1985 e 2002, durante os quais conseguiu 99 vitórias, destacando principalmente como sprinter. É filho do também ciclista profissional Pierino Baffi
Ganhou uma medalha de prata no Campeonato Mundial de Ciclismo em Pista de 1988.
Em estrada os seus maiores sucessos são a vitória em cinco etapas do Giro d'Italia (dois em 1990 e três em 1993) e uma vitória de etapa na Volta a Espanha de 1995.

## Biografia
Antes de ser profissional, Baffi foi campeão do seu país em categoria juvenil nas provas de perseguição por equipas e quilómetro contrarrelógio em 1980. Conseguiu triunfos em numerosas provas por etapas, algumas de grande prestígio como a Volta à Suíça, a Paris-Nice, a Tirreno-Adriático, o Giro d'Italia ou a Volta a Espanha, destacando a classificação por pontos conseguida no Giro d'Italia de 1993, edição na que ganhou três etapas. Também obteve postos de honra na Milão-Sanremo (3.º em 1992 e 1994), na Gante-Wevelgem (3.º em 1992), no Giro do Piamonte (3.º em 1987) e na Volta à Bélgica (3.º em 1990).
Depois de retirar  da competição, continuou unido ao mundo do ciclismo como assistente de director desportivo, passando pelas equipas Landbouwkrediet e Phonak. Actualmente trabalha para a equipa Leopard Trek.

## Medalheiro internacional
| Campeonato Mundial | Campeonato Mundial | Campeonato Mundial | Campeonato Mundial |
| Ano                | Lugar              | Medalha            | Competição         |
| ------------------ | ------------------ | ------------------ | ------------------ |
| 1988               | Gante ( Bélgica)   | Medalha de prata   | Pontuação (P)      |

## Palmarés

### Pista
- 1987
  - 1.º no Campeonato da Itália de ciclismo em pista, carreira de pontuação

- 1988
  - 1.º no Campeonato da Itália de ciclismo em pista, carreira de pontuação
  - 2.º no Campeonato do Mundo de Ciclismo em pista, carreira de pontuação

- 1999
  - 1.º no Campeonato da Itália de ciclismo em pista, carreira de pontuação

### Estrada
| - 1987 - 1 etapa da Volta à Suíça - Volta ao Etna - 1988 - 2 etapas da Tirreno-Adriático - Giro di Campania - Milão-Vignola - 1989 - Giro Reggio Calabria - Milão-Vignola - 1 etapa da Paris-Nice - 1990 - 2 etapas do Giro d'Italia - 1 etapa da Paris-Nice - 1 etapa da Volta à Bélgica - Troféu Pantalica - Volta ao Etna - 1992 - 1 etapa da Paris-Nice - 1 etapa do Giro do Trentino - 1993 - 3 etapas e classificação por pontos do Giro d'Italia | - 1994 - Monte Carlo-Alassio - 1 etapa do Giro do Trentino - Troféu Luis Puig - 4 etapas da Volta à Comunidade Valenciana - 3 etapas da Volta à Andaluzia - 2 etapas da Semana Catalã - 1 etapa da Tirreno-Adriático - 1995 - 1 etapa da Volta a Espanha - Volta a Múrcia, mais 2 etapas - 2 etapas da Volta à Andaluzia - 1 etapa da Challenge de Mallorca - 1996 - Paris-Camembert - Circuito de la Sarthe, mais 2 etapas - 1997 - 1 etapa da Paris-Nice |

## Resultados em Grandes Voltas
| Carreira        | 1986  | 1987  | 1988 | 1989  | 1990  | 1991 | 1992  | 1993 | 1994 | 1995 | 1996 | 1997  |
| --------------- | ----- | ----- | ---- | ----- | ----- | ---- | ----- | ---- | ---- | ---- | ---- | ----- |
| Giro d'Italia   | 141.º | 125.º | Ab.  | 128.º | 145.º | Ab.  | 113.º | 80.º | Ab.  | -    | 79.º | -     |
| Tour de France  | -     | -     | -    | -     | 134.º | -    | -     | -    | Ab.  | -    | -    | 119.º |
| Volta a Espanha | -     | -     | -    | -     | -     | -    | -     | 90.º | Ab.  | 67.º | -    | -     |